# Camalaniugan
Camalaniugan ist eine Stadtgemeinde in der philippinischen Provinz Cagayan. Im Jahre 2015 lebten in dem 78,6 km² großen Gebiet 24.923 Menschen, wodurch sich eine Bevölkerungsdichte von 317 Einwohnern pro km² ergibt. Camalaniugan, welches am Fluss Cagayan liegt, war bereits vor dem 15. Jahrhundert besiedelt. 1915 wurde die Siedlung als Stadtgemeinde konstituiert. Der Großteil der Bevölkerung lebt von der Landwirtschaft und der Fischerei.
Camalaniugan ist in die folgenden 28 Baranggays aufgeteilt:
| - Abagao - Afunan Cabayu - Agusi - Alilinu - Baggao - Bantay - Bulala - Casili Norte - Casili Sur - Catotoran Norte - Catotoran Sur - Centro Norte - Centro Sur - Cullit | - Dacal-Lafugu - Dammang Norte - Dammang Sur - Dugo - Fusina - Gang-Ngo - Jurisdiction - Luec - Minanga - Paragat - Sapping - Tagum - Tuluttuging - Ziminila |